# Тунтун

Тунтун на карте штата.

Тунтун (порт. Tuntum) — муниципалитет в Бразилии, входит в штат Мараньян. Составная часть мезорегиона Центр штата Мараньян. Входит в экономико-статистический микрорегион Алту-Меарин-и-Гражау. Население составляет 39 183 человека на 2010 год. Занимает площадь 3369,123 км². Плотность населения — 11,63 чел./км². Праздник города — 12 сентября.

## Демография
Согласно сведениям, собранным в ходе переписи 2010 г. Национальным институтом географии и статистики (IBGE), население муниципалитета составляет:
| Полное население                               | Полное население                               | Полное население                               | Полное население                               | 39 183 |
| ---------------------------------------------- | ---------------------------------------------- | ---------------------------------------------- | ---------------------------------------------- | ------ |
| в том числе:                                   | Городское население                            | 17 927                                         | Процент городского населения, %                | 45,75  |
|                                                | Сельское население                             | 21 256                                         | Процент сельского населения, %                 | 54,25  |
|                                                | Мужское население                              | 19 992                                         | Процент мужского населения, %                  | 51,02  |
|                                                | Женское население                              | 19 191                                         | Процент женского населения, %                  | 48,98  |
| Плотность населения, чел/км²                   | Плотность населения, чел/км²                   | Плотность населения, чел/км²                   | Плотность населения, чел/км²                   | 11,63  |
| Население муниципалитета в % к населению штата | Население муниципалитета в % к населению штата | Население муниципалитета в % к населению штата | Население муниципалитета в % к населению штата | 0,60   |

По данным оценки 2016 года, население муниципалитета составляет 40 844 жителя.

## История
Город основан 12 сентября 1955 года. 

## Статистика
- Валовой внутренний продукт на 2006 год составляет 59 166 543,00 реалов (данные: Бразильский институт географии и статистики).
- Валовой внутренний продукт на душу населения на 2006 год составляет 2746,48 реалов (данные: Бразильский институт географии и статистики).
- Индекс развития человеческого потенциала на 2006 год составляет 0,776 (данные: Программа развития ООН).

## География
Климат местности: тропический.